# Antoine Perche
Antoine Perche (Marcq-en-Barœul, 27 januari 1983) is een Frans voormalig beroepswielrenner die in het verleden één seizoen uitkwam voor Fdjeux.com. Als wielrenner was hij een middenmoter en wist daardoor niet vaak een ereplaats te behalen.
Na zijn wielercarrière werd Perche triatleet.

## Erelijst als wielrenner
2003
- 2e etappe Volta del Llagostí
- Superprestige des espoirs à Torigny sur vire
- Meilleur jeune du tour de Moselle

2004
- Semaine Azuréenne
- Circuit d'Antibes

2008
- duathlon longue distance de Douai

2009
- 13e de l' Embrunman

2010
- Triathlon courte distance d' Halluin
- Half Chtriman de Cambrai

2011
- Duathlon longue distance de Douai
- 11e Ironman Regensburg

2012
- Champion Nord pas de Calais
- 11e Embrunman

## Grote rondes
Geen